# San Miguel de los Reyes

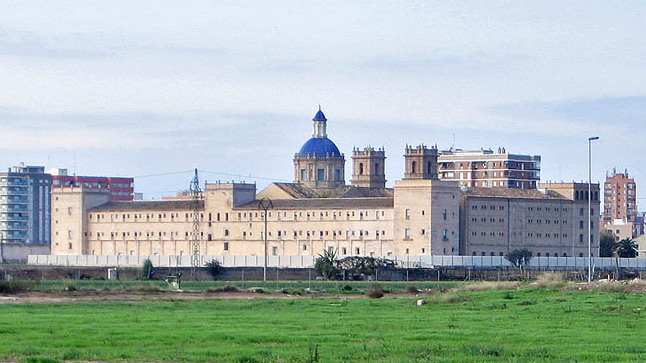
Kloster San Miguel de los Reyes

Das Kloster San Miguel de los Reyes, valencianisch Sant Miquel dels Reis, befindet sich in Valencia im Viertel Els Orriols. Die Gründung als Kloster der Hieronymiten und Grablege geschah im 16. Jahrhundert durch Ferdinand von Aragon, Herzog von Kalabrien, auf einem ehemaligen Zisterzienserkloster. Wegen hoher Kosten wurde erst 1548 der Grundstein gelegt, als die Ehefrau Germaine de Foix bereits 1538 gestorben war. Ferdinand bestimmte in seinem Testament das Kloster zum Haupterben. Er starb am 26. Oktober 1550; beide wurden später im Kloster beigesetzt.
Das Gebäude wurde nach der Klosterschließung 1821 durch die Desamortisation für verschiedene Zwecke genutzt, auch als Gefängnis. Heute beherbergt es die Nationalbibliothek von Valencia Biblioteca Valenciana Nicolau Primitiu mit vielen Archivalien.
Es ist ein Werk der Renaissance, das als Modell des Escorial angesehen werden kann.